# مایک بران
مایک بران (انگلیسی: Mike Braun؛ زادهٔ ۲۴ مارس ۱۹۵۴) سیاست‌مدار جمهوری خواه و سناتور ایالات متحده از ایندیانا است. وی در سال 2018 با شکست سناتور سابق جو دانلی در انتخابات وارد مجلس سنای آمریکا شد.